# Лиско Віталій Олександрович
Віта́лій Олекса́ндрович Лиско́ — молодший сержант Збройних сил України, учасник російсько-української війни.
Навідник танка, брав участь у боях на сході України в складі 92-ї окремої механізованої бригади.

## Нагороди
За особисту мужність і героїзм, виявлені у захисті державного суверенітету та територіальної цілісності України, вірність військовій присязі під час бойових дій та при виконанні службових обов'язків, відзначений — нагороджений
- 13 серпня 2015 року — орденом «За мужність» III ступеня.